# Amerika (chanson)
Pour les articles homonymes, voir Amerika (homonymie).
Singles de Rammstein
Mein Teil Ohne dich
Amerika est une chanson du groupe allemand Rammstein, la sixième de l'album Reise, Reise et le deuxième single issu de l'album.

## La chanson
Cette chanson parle de l'impérialisme américain à travers les cultures. 
Il est fait référence à de nombreux symboles : Coca-Cola, Wonderbra, Mickey Mouse, Santa Claus (le Père Noël), la Maison-Blanche et aussi à la guerre (« sometimes war »), on peut penser notamment à la seconde guerre du Golfe en 2003.

## Analyse des paroles

### Images utilisées
Le texte utilise une métaphore particulière qui est celle de danseurs qui se font mener par une musique et qui doivent la suivre impérativement. On peut aussi imaginer l'image d'un pantin qui est dominé par la seule volonté du marionnettiste.
Le chanteur se place du côté américain en utilisant la première personne : "wir" (nous), "ich" (je). Il matérialise ainsi une certaine vision que l'on se fait des États-Unis et de leur hégémonie. Il marque sa volonté de contrôler les danseurs, donc métaphoriquement de contrôler le monde :
| "Wenn getanzt wird will ich führen" : "Auch wenn ihr euch alleine dreht" Lasst euch ein wenig kontrollieren" Ich zeige euch wie es richtig geht" | "Si on danse (ensemble), je veux mener" Même lorsque vous tournez tout seul" Laissez-vous un peu contrôler" Je vais vous montrer la bonne façon de faire" |

Le texte évoque deux catégories de danse : une danse à plusieurs où le chanteur serait le guide et une danse où chacun serait libre. Dans les deux cas, il cherche à dominer les danseurs. La danse à plusieurs semble désigner l'hégémonie des États-Unis dans les organisations mondiales. La danse en solo désigne la domination quotidienne des États-Unis, plus implicite, qui se fait par l'exportation de sa culture, de ses mœurs.  
Le singulier "la bonne façon de faire" renvoie à l'unilatéralisation de la diplomatie. C'est une critique d'une certaine intolérance vis-à-vis des idées des autres pays et d'un certain entêtement. Seule leur vision du monde doit être plébiscitée.
| "Und wer nicht tanzen will am Schluss" Weiß noch nicht dass er tanzen muss" Ich werde euch die Richtung zeigen" | "Et celui qui ne veut pas danser à la fin "Ne sait pas encore qu'il doit danser" Je vais vous montrer la direction" |

Cette partie du couplet critique encore une fois l'image de l'autorité américaine toute-puissante, qui est considérée ici comme une nécessité. L'alternative n'existe pas ou n'est qu'un simulacre : "celui qui ne veut pas danser" finit toujours par rentrer dans le rang. Il n'y a ici qu'une seule "direction".

### Critiques
Les critiques portent sur plusieurs aspects de cette hégémonie :
- Le texte cherche à mettre à mal l'image de la société parfaite et démocratique qu'une certaine partie de l'Amérique veut installer.

| "We're all living in Amerika, Amerika ist wunderbar "We're all living in Amerika, Amerika, Amerika" Wir bilden einen lieben Reigen" Die Freiheit spielt auf allen Geigen" | "Nous vivons tous en Amérique, l'Amérique est merveilleuse" Nous vivons tous en Amérique, Amérique, Amérique". "Nous formons une douce ronde" La liberté se joue sur tous les violons" |

Ici, les violons désignent métaphoriquement tous les peuples. Le modèle américain leur apporterait à tous la liberté.
Rammstein utilise l'ironie. Ils décrivent une société américaine idyllique dans laquelle tout le monde serait heureux de vivre. Ils dénoncent en fait les travers de la société américaine et posent implicitement ici la question de la véracité d'une telle affirmation.
- Critique de l'américanisation de la langue et de la musique :

« This is not a love song, I don't sing my mother tongue » (« Ce n'est pas une chanson d'amour, je ne chante pas dans ma langue maternelle »).
Le groupe défend l'idée qu'un groupe de musique peut réussir à s'exporter sans avoir besoin de chanter en anglais. Dans plusieurs interviews, le groupe évoque leur nécessité de chanter en allemand et défend cette idée en citant notamment "l'exception française". Ils font référence également aux difficultés de leurs débuts. En effet, imposer leur style et leur langue avait été difficile et cela avait causé de nombreuses polémiques (notamment sur le nazisme).
- Critique de l'hégémonie diplomatique et politique, notamment de la guerre en Irak :

« sometimes war » (« quelquefois la guerre ») : l'album a été composé en 2003 et sort en 2004, juste après la fin de l'invasion de l'Irak. Cet extrait est placé à la fin du morceau comme variante du refrain. La chanson est une sorte de crescendo dans la critique qui se conclut par cette sentence courte mais très incisive.
"Musik kommt aus dem Weißes Haus" : « La musique vient de la Maison Blanche ». Les paroles évoquent clairement la puissance diplomatique des États-Unis en désignant le cœur de son expression. « La musique » fait référence au lexique de domination et d'aliénation utilisé dans les deux premiers couplets. Rammstein fait également référence au fait que même des organisations puissantes comme l'ONU ne peuvent aller à l'encontre des décisions américaines. En effet, l'invasion de l'Irak s'est effectuée sans l'accord de l'organisation. Dans le monde, les États-Unis donnent le la.
- Critique de l'hégémonie culturelle et de son exportation mondiale :

"Und vor Paris steht Mickey Maus" : « et Mickey Mouse est aux portes de Paris ». Le texte fait référence au Parc Disneyland, marque de la puissance américaine. Cette image souligne implicitement l'antinomie entre la position de la France sur le conflit irakien et la présence de ce parc d'attraction devant la capitale.
"Nach Afrika kommt Santa Claus" : « le Père Noël vient en Afrique ». Le groupe souligne l'exportation de la tradition du père Noël en Afrique qui ne fait initialement pas partie de la culture africaine.

## Clip
Le clip fait référence à la conquête de l'espace. Les membres du groupe, en tenues d'astronautes d'Apollo 11 jouent sur la Lune. Sur ces tenues ainsi que sur leurs instruments, on peut voir les sigles « NASA », « Apollo 11 » ainsi que le Stars and Stripes. On distingue également le nom « Armstrong » sur la combinaison spatiale de Till Lindemann, en référence à Neil Armstrong. Une trace de chaussure est visible sur le sol lunaire, en référence à une photo célèbre d'un des tout premiers pas sur la Lune.
"Doom" et "Flake" montent un drapeau américain d'après une notice en mesurant précisément la taille du drapeau afin de se faire prendre en photo avec celui-ci en position de salut militaire. Ils font référence à une autre photo célèbre du programme Apollo.
Toujours dans l'imagerie du voyage dans l'espace, le groupe joue sur la lune avec un flipper qui porte l'inscription « Star Trek ».
La toute fin du clip montre que le groupe joue sur une fausse Lune qui est en réalité un studio, renvoyant ainsi aux accusations de canular du programme Apollo : sur la version entière du clip, après la chanson, apparaît la photographie du groupe avec la Terre en toile de fond, posée sur le sol lunaire, tandis que l’on entend une partie de la conversation entre la base de la NASA et un pilote de la mission Apollo 13 et la célèbre citation : « Houston, we have a problem ». Le sol lunaire a été reconstitué au moyen de 240 tonnes de cendres.
Le tout est entrecoupé de scènes montrant des personnes de différentes cultures regardant l'évènement à la télévision, tout en effectuant leurs tâches quotidiennes, stéréotypées sur le mode de vie américain. L'écran de télévision relie en quelque sorte toutes les formes de l'humanité sur Terre.
On peut voir défiler notamment des Africains mangeant des pizzas « Hollywood », des Inuits, des moines bouddhistes avec des hamburgers, un Japonais coiffé avec une banane sur une Harley-Davidson, un Indien fumant des Lucky Strike, un musulman retirant ses Nike pour prier, tourné vers un puits de pétrole. Santa Claus est également représenté avec des jeunes africains à ses genoux : la couleur rouge contraste violemment avec l'environnement africain qui est utilisé en toile de fond. À la fin du clip, le refrain, chanté en anglais, est repris par l'ensemble des populations citées ci-dessus.

## Performances scéniques
- On pouvait apercevoir le Doktor Flake Lorenz (claviériste), arriver sur scène à gyropode Segway avec son clavier sur le guidon et son chapeau en paille, sur les premiers concerts du Reise Reise Tour, notamment celui de Nîmes enregistré en DVD (Völkerball). Cependant, après un accident survenu entre lui et Till Lindemann (chanteur), des concerts de la tournée ont dû être annulées. C'est pourquoi dans les concerts qui suivirent, on ne vit plus Flake arriver à gyropode, mais avec un déambulateur.
- Dès le Reise Reise Tour et lorsque la fin de la chanson approche, les deux canons situés aux extrémités de la scène, dans l'espace de sécurité, soufflent des confettis aux couleurs de l'Amérique.

### Critiques
- Si vous ne connaissez pas le sujet, laissez ce bandeau (vous pouvez alors contacter les auteurs).
- Si vous supprimez le contenu mis en cause (vous pouvez préalablement contacter les auteurs),

argumentez précisément cette suppression dans la page de discussion
(un manque de référence n'est pas un argument ; une recherche réelle de référence doit avoir été effectuée, être formellement documentée).
Le clip contient une critique supplémentaire, non présente explicitement dans les paroles. À la fin, on voit Richard adresser un clin d'œil pendant qu'il se fait maquiller. Le groupe critique la vision d'une Amérique portée sur l'artificiel et sur l'apparence. On peut également le voir lorsque "Flake" et "Doom" montent le drapeau américain, tout doit être mesuré au millimètre près pour le seul but de l'esthétique. On retrouve ce souci de dénoncer ce penchant lorsqu'ils se font prendre en photo avec la Terre comme arrière-plan. Tout le monde sourit avec des gestes de victoire comme cela était prévu : tout est calibré.

## Ce que dit le groupe
Réactions du groupe :
- Rock One no 7 - Février 2005, Richard :  Amerika est un état de fait car effectivement, nous vivons tous en Amérique"[...] "Cette chanson est en effet humoristique et ironique car, après tout, tu as le choix de boire ou non du Coca Cola et de manger ou non Mac Donald. Personne ne t'y oblige."
- "Doom", dans une interview donnée à PLUG TV (chaîne belge), plug vibration special metal : Rammstein, "Si bien que chacun peut voir des films américains et écouter de la musique américaine mais quand une culture commence à exporter ses valeurs pour son propre intérêt comme en Irak, ça devient trop."
- Interview Vampirefreaks.com du 31 octobre 2007 : Rammstein, le nom du membre n'est pas spécifié : "Nous avons voulu parler des américains et leur montrer ce qui se passe. Et nous voulions également nous moquer de tous les pays qui semblent être si reconnaissants de la culture américaine. La faute n'est pas que du côté des américains. Nous avons pensé que ca serait une bonne idée de voir un musulman manger McDonalds, enlever son turban et mordre dans un hamburger, du genre "je suis libre!". Nous voulions aussi jouer avec les rumeurs concernant le premier pas sur la Lune, et nous n'avions jamais vu de clip qui se passe sur la Lune donc nous avons pensé que ca serait assez cool." [7]